# Щель (деревня)
Щель (коми Щель) — деревня в Ижемском районе Республики Коми России. Входит в состав сельского поселения Мохча.

## Этимология
Название происходит от русского слова щель, которое в одном из своих вариантов употребления означает «высокий берег реки, обрыв».

## История
Деревня Щелья начинает упоминаться с 40-х годов XIX века. По состоянию на 1859 год в выселке Щельском (деревне Щельской) числилось 10 дворов и 84 жителя (40 мужчин и 44 женщины); в 1905 году — 28 дворов.
По состоянию на 1920 год, в Щели имелось 37 дворов и проживало 147 человек (58 мужчин и 89 женщин). В административном отношении входила в состав Мошьюжской волости Ижмо-Печорского уезда.

## География
Деревня находится в северо-западной части Республики Коми, в пределах Печорской низменности, на правом берегу реки Ижмы, на расстоянии примерно 20 километров (по прямой) к юго-западу от села Ижмы, административного центра района. Абсолютная высота — 48 метров над уровнем моря.
Климат
Климат характеризуется как умеренно континентальный, с продолжительной морозной многоснежной зимой и коротким прохладным летом. Средняя температура воздуха самого тёплого месяца (июля) составляет 14,6 °C; самого холодного (января) — −17,4 °C. Среднегодовое количество атмосферных осадков составляет 527 мм.
Часовой пояс
Щель, как и вся Республика Коми, находится в часовой зоне МСК (московское время). Смещение применяемого времени относительно UTC составляет +3:00.

## Население
| 2010 |
| ---- |
| 56   |

Гендерный состав
По данным Всероссийской переписи населения 2010 года в гендерной структуре населения мужчины составляли 58,9 %, женщины — соответственно 41,1 %.
Национальный состав
Согласно результатам переписи 2002 года, в национальной структуре населения коми-ижемцы составляли 98 % из 66 чел.